# Rhododendron adenanthum
Rhododendron adenanthum är en ljungväxtart som beskrevs av M.Y. He. Rhododendron adenanthum ingår i släktet rododendron, och familjen ljungväxter. Inga underarter finns listade i Catalogue of Life.